# Лернер, Саломон
Саломон Лернер Гитис (также известный как Сёми Лернер; исп. Salomón Lerner Ghitis, Siomi Lerner; род. 4 февраля 1946, Лима) — перуанский политик, премьер-министр Перу с 28 июля по 10 декабря 2011 года.

## Биография
Саломон Лернер Гитис родился в семье выходцев из северной Бессарабии Моисея Лернера Фримциса (ум. 1978) и Эсперанцы (Шпринцы) Гитис (Гицис; 1919—1983). В 1967 году окончил Национальный инженерный университет в Лиме, где изучал промышленную инженерию и ведение бизнеса в сельском хозяйстве. Позднее также обучался в Технологическом институте Монтеррея (1968) и в Технионе в Хайфе (1989). Управлял государственной компанией по торговле рыбной мукой и рыбьим жиром, в конце 70-х был заместителем министра внешней торговли. Позднее возглавлял банк NBK, компанию Cofide и радиостанцию CPN, работал в газете La República. В 2001 году возглавил неправительственную организацию Asociación Civil Transparencia, которая занималась наблюдением за выборами. Также возглавлял Институт социально-экономического развития.
На президентских выборах 2011 года возглавлял штаб левого кандидата Ольянты Умалы. 22 июля 2011 года избранный президентом Умала сообщил, что после своего вступления в должность 28 июля новым премьер-министром он назначит Лернера. Назначение Лернера, по мнению экспертов, свидетельствует о том, что Умала намерен продолжать действующий макроэкономический курс.
Жена — Лили Коган Гольдфарб.